# مصفاة بندر عباس للنفط
مصفاة بندر عباس، المعروفة أيضًا باسم المصفاة رقم 8، تقع بالقرب من مدينة بندر عباس في جنوب إيران.

## التاريخ
تمت دراسة فكرة إنشاء المصفاة في ستينيات القرن العشرين، واختير موقع بندر عباس نظرًا لموقعه الإستراتيجي بالقرب من الخليج العربي، حيث يوفر منفذًا عميق المياه وقربًا من حقول النفط الخام.
قامت شركتا سنام بروجيتي الإيطالية وشركة تشيودا اليابانية بتنفيذ المشروع، حيث تولت الشركة الإيطالية أعمال الهندسة والمشتريات والإشراف على المشروع. تبلغ مساحة المصفاة حوالي 7 كيلومترات مربعة، وتعالج النفط الخام الثقيل والمكثفات الغازية المنقولة من مجمع معالجة غاز سرخون.
حتى عام 2020، تعد ثالث أكبر مصفاة في إيران بعد مصفاتي عبادان وأصفهان. وتبلغ طاقتها الإنتاجية المعلنة أكثر من 320,000 برميل يوميًا.

## الحوادث
- في سبتمبر 2023، وخلال أعمال صيانة طارئة، وقع حادث أدى إلى إصابة خمسة عمال صيانة ومقتل أحدهم.[4]

## معرض

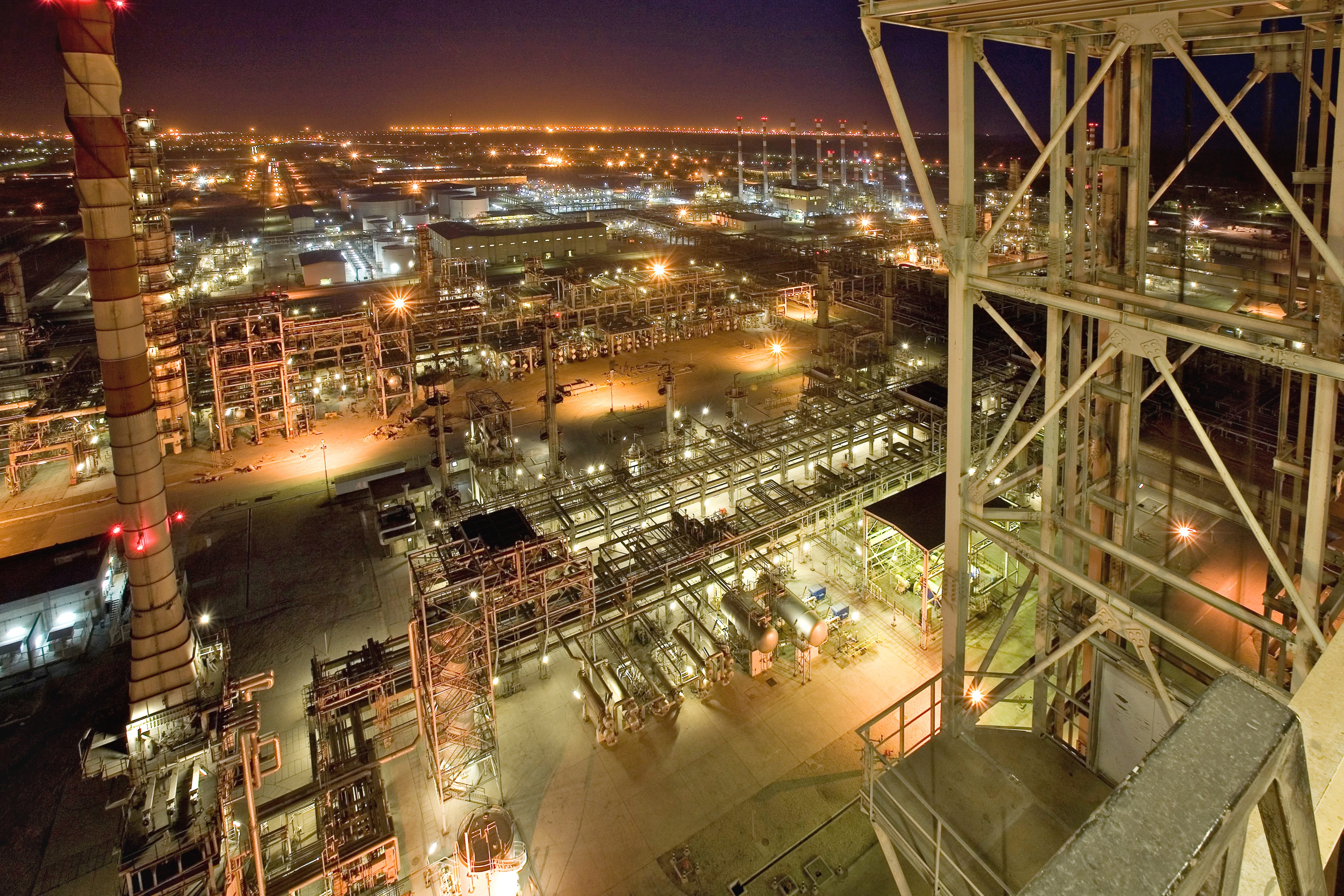
مصفاة بندر عباس (2017)